# Nexus: The Jupiter Incident
«Nexus: The Jupiter Incident» (укр. Нексус: Інцидент на Юпітері) — тактична стратегія в реальному часі для PC, створена угорською компанією Mithis Entertainment. Творці гри характеризують її як «тактичний симулятор флоту».

## Загальний опис гри

Бій флотів

Історія гри переносить нас у 22-е століття. Сонячна система активно колонізується мегакорпораціями, які ведуть постійну війну між собою за сфери впливу і технології. Гравець виступає у ролі Маркуса Кромвеля, капітана космічного корабля класу «Стилет».
Космічні кораблі землян у грі виконані в схожій манері до серіалу «Вавилон 5» — неповороткі, відсутні захисні щити. Міжпланетні перельоти займають місяці. Характерною рисою є наявність обертального центрального модуля для створення штучної гравітації.
В грі відсутня така складова як будівництво баз і добування ресурсів. Процес гри сфокусовано на управлінні кораблями флоту. На початку кожної місії в розпорядженні гравця є декілька космічних кораблів (від 1 до 10, зазвичай 1-2). На кораблях можуть також міститися підрозділи винищувачів, канонерки і десантні кораблі.

## Раси

### Люди
У грі люди представлені двома фракціями, які дуже відрізняються рівнем технологічного розвитку. В Сонячній системі — це Земляни (МКА, Флот конфедерації) і колоніальні корпорації.
Колонія Ноя — це нащадки колоністів, які відправилися на кораблі «Ноєв ковчег» через червоточину («кротову діру») в просторі. Вони мають технологічний союз із цивілізацією Вардрагів в обмін на допомогу останнім у війні з імперією Горгів.

### Вардраги
Вардраги — це високорозвинена неагресивна раса. Вони не схильні до агресії. Їхня основна проблема — агресивна раса Горгів, які постійно здійснюють на них атаки. Вардраги знайшли корисним надати частину своїх технологій землянам із колонії Ноя. Це дало змогу колоністам у швидкий час створити сильний космічний флот. Це стало несподіванкою для Горгів, які очікували флот Вардрагів і дало змогу контрадміралу Артуру Норбанку нанести їм поразку у вирішальній битві.

### Горги
Горги — агресивна, рептилоїдна раса. За рівнем технологічного розвитку відповідають колоністам Ноя. Вони ведуть постійні війни із зовнішніми противниками. Також відбуваються сутички між кланами всередині імперії.

### Раптори
Раптори або хижаки — раса елітних найманців Вардрагів. Примітивна рептилоїдна раса, розвинена за допомогою імплантатів і повністю віддана своїм командирам.

### Привиди
Привиди — це таємнича і загадкова раса із зоряної системи «Міст».

### Механоїди
Наномашини, які керуються штучним розумом під назвою «Сутність».

### Творці
Про Творців відомо лише що це була високорозвинена раса, які слідкувала і, можливо, направляла людство до 17го століття.
Цілком можливо, що механоїди були створені Творцями і потім вийшли з-під контролю і знищили останніх.

### Сарана
Сарана — це повний аналог земної сарани.